# (74023) 1998 HK4
(74023) 1998 HK4 – planetoida z pasa głównego asteroid okrążająca Słońce w ciągu 3,52 lat w średniej odległości 2,31 j.a. Odkryta 21 kwietnia 1998 roku.